# La Combattante III-klass
La Combattante III-klass är en klass med robotbestyckade patrullbåtar tillverkade för Greklands flotta i slutet av 1970-talet. De fyra första fartygen byggdes av Constructions Mécaniques de Normandie i Cherbourg medan de följande sex är tillverkade av Hellenic Shipyards i Grekland. De franskbyggda fartygen (P20 till P23) har starkare motorer och Exocet-roboar medan de grekiskbyggda (P24 till P29) har Penguin-robotar. Enligt vissa källor skulle de grekiskbyggda fartygen sakna de två torpedtuberna, som synes av bilden i inforutan så är även dessa fartyg bestyckade med torpeder. Kanonbestyckningen består av två 76 mm OTO Melara 76/62-kanoner (en förut och en akterut) samt två EMERLEC-30 med två 30 mm Oerlikon automatkanoner vardera midskepps.
I Grekland kallas de sista sex fartygen i klassen för La Combattante IIIb-klass medan tillverkaren CMN använder den beteckningen för de tre fartygen Siri, Ayam och Ekun som byggdes för Nigerias flotta 1980–1981. Dessa har andra motorer, högre topfart och dubbla 40 mm Bofors-kanoner i stället för den aktre OtoMelara-kanonen.

## Fartyg i klassen
| Namn                      | Bognummer | Varv               | Tagen i tjänst   | Öde                                                                     |
| ------------------------- | --------- | ------------------ | ---------------- | ----------------------------------------------------------------------- |
| Antiploiarchos Laskos     | P20       | CMN                | 20 april 1977    | I aktiv tjänst                                                          |
| Plotarchis Blessas        | P21       | CMN                | 7 juli 1977      | I aktiv tjänst                                                          |
| Ypoploiarchos Mykonios    | P22       | CMN                | 10 februari 1978 | I aktiv tjänst                                                          |
| Ypoploiarchos Troupakis   | P23       | CNM                | 8 november 1977  | I aktiv tjänst                                                          |
| Simaioforos Kavaloudis    | P24       | Hellenic Shipyards | 14 juli 1980     | I aktiv tjänst                                                          |
| Ypoploiarchos Kostakos    | P25       | Hellenic Shipyards | 9 september 1980 | Förlist efter kollision med passagerarfartyget Samaina 6 november 1996. |
| Ypoploiarchos Degiannis   | P26       | Hellenic Shipyards | 11 december 1980 | I aktiv tjänst. Har blivit moderniserad med Harpoon-robotar.            |
| Simaioforos Xenos         | P27       | Hellenic Shipyards | 31 mars 1981     | I aktiv tjänst                                                          |
| Simaioforos Simitzopoulos | P28       | Hellenic Shipyards | 30 juni 1981     | I aktiv tjänst                                                          |
| Simaioforos Starakis      | P29       | Hellenic Shipyards | 12 oktober 1981  | I aktiv tjänst                                                          |